# Kickboxer: Die Abrechnung
Kickboxer: Die Abrechnung (Originaltitel: Kickboxer: Retaliation) ist ein US-amerikanischer Martial-Arts-Film und eine Fortsetzung des 2016 erschienenen Films Kickboxer: Die Vergeltung. Regie führte Dimitri Logothetis, der ebenfalls das Drehbuch verfasste und James McGrath schrieb auch das Drehbuch.

## Handlung
Nachdem Kurt Tong Po besiegt hat, kehrt er in die USA zurück, um sein Leben mit seiner Frau fortzusetzen. Doch zwei falsche Polizisten entführen ihn und bringen ihn nach Thailand, wo er in ein Gefängnis eingesperrt wird und gezwungen wird, gegen den großen Mongkut zu kämpfen. Anfangs weigert sich Kurt, danach wird seine Frau vom Millionär Thomas Moore entführt, um ihn zum Kampf gegen Mongkut zu zwingen. Im Gefängnis findet Kurt unerwartete Verbündete, die ihm helfen, sich auf seinen Todeskampf gegen den Riesen vorzubereiten.

## Produktion
Am 24. November 2015 kündigten Headmon Entertainment und Acme Rocket Fuel die Fortsetzung des Films Kickboxer: Die Vergeltung mit dem Titel Kickboxer 2: Retaliation an. Rob Hickman produzierte den Film über Our House Productions zusammen mit Dimitri Logothetis über Acme Rocket Fuel und als ausführender Produzent von Steven Swadling und Larry Nealy. Der Film wurde in Kickboxer: Retaliation umbenannt und die Vorproktion begann Februar 2016. Dimitri Logothetis hat angekündigt, dass er der Regisseur und der Drehbuchautor des Films ist und Hafþór Júlíus Björnsson spielt im Film eines der Kämpfer.
Die Dreharbeiten zu dem Film begann Mai 2016 in Kalifornien und Nevada. Im Juli begannen die Dreharbeiten in Bangkok.

## Veröffentlichung
Well Go USA Entertainment hat den Film am 26. Januar 2018 in einer limitierten Fassung und auf Demand-Plattformen veröffentlicht. Der Film kam am 13. März 2018 auf Blu-ray und DVD raus.

## Rezeption
„Weiterer Aufguss einer Reihe von Brutal-Kampffilmen, an dem weniger die genreimmanente Vernachlässigung des Plots auffällt als die holprige und stellenweise laienhafte Umsetzung. Auch die bekannten Namen im Ensemble bleiben weitgehend blass.“

Bei Rotten Tomatoes hat der Film eine Bewertung von 92 % basierend auf 13 Rezensionen und eine durchschnittliche Bewertung von 6,62/10. Bei Metacritic hat der Film eine gewichtete durchschnittliche Punktzahl von 54 von 100, basierend auf fünf Kritikern, was auf "gemischte oder durchschnittliche Rezensionen" hinweist.

## Fortsetzung
31. August 2016 wurde eine Fortsetzung Kickboxer: Syndicate angekündigt. Die Dreharbeiten sollten Sommer 2017 beginnen. Es wurde später in Kickboxer: Armageddon umbenannt und soll 2018 mit der Produktion beginnen.